# PAW Patrol: The Mighty Movie
Paw Patrol 2: The Mighty Movie (Paw Patrol 2: La Súper Película en Latinoamérica y La Patrulla Canina 2: La superpelícula en España) es una película canadiense de 2023 de acción y aventura animada por computadora, basada en la serie de televisión PAW Patrol creada por Keith Chapman, producida por Spin Master Entertainment, la compañía creadora de juguetes detrás de la serie, lanzada por Paramount Pictures y Nickelodeon Movies siendo la secuela directa de Paw Patrol: The Movie (2021).
Paw Patrol: The Migthy Movie se estrenó el 29 de septiembre en los cines de Canadá y Estados Unidos.

## Sinopsis
Hank y Janet trabajan en un desguace hasta que reciben una llamada. Hank atiende pero nadie responde, y una figura envuelta aparece y se roba su grúa, ocasionando una explosión, por lo que deciden llamar a los Paw Patrol. Llegando al rescate, y después de salvar a Hank y Janet, los felicitan, pero Skye se siente devastada por ser la más pequeña del grupo. Luego, en un observatorio abandonado muy oscuro, la figura revela ser una científica desquiciada loca llamada Victoria Vance, quien programa su nuevo invento; un imán para atraer meteoros, pero este se sale de control, ocasionando que uno caiga en Ciudad Aventura y generando la destrucción del cuartel de los cachorros. pero dotándolos de superpoderes excepto Liberty.

## Argumento
Tras la destrucción del Atrapa Nubes y el arresto del alcalde Humdinger, la meteoróloga Victoria Vance roba un electroimán gigante del desguace de Hank y Janet, provocando sin querer un incendio que atrapa a sus dueños. Janet envía a Ryder y a los cachorros Paw Patrol a extinguir el incendio.
En Ciudad Aventura, los ciudadanos se reúnen para una lluvia de meteoritos, mientras Ryder presenta a los Paw Patrol a Nano, Mini y Tot, tres pomeranias que desean unirse al equipo como Junior Patrollers. Mientras tanto, Vance viaja a un observatorio abandonado y crea un Imán de Meteorito con lo que robó, con la esperanza de atraer un meteorito mágico. La máquina falla, lo que hace que el meteorito se dirija hacia la Torre Canina. Ryder y los cachorros evacuan la torre y ayudan a los civiles a escapar antes de que el meteorito destruya la torre y la calle que está debajo. Los Paw Patrol llevan el meteorito a su cuartel general del portaviones para su análisis.
Esa noche, Skye despierta cuando la roca del meteorito comienza a brillar. Se parte para revelar siete cristales, uno de los cuales le otorga los poderes de volar y superfuerza. Los otros cachorros toman un cristal cada uno para obtener poderes, pero como Liberty parece no tener poderes, Ryder la asigna para entrenar a los Junior Patrollers.
Vance, tras ser arrestado por poner en peligro a la comunidad, escapa de la prisión con Humdinger y el Equipo Catástrofe. Dentro del avión privado de Humdinger, el grupo planea atrapar a los Paw Patrol, ahora rebautizada como "Los Super Cachorros". Vance destruye deliberadamente uno de los motores del avión y llama a Ryder, quien envía a Skye a investigar. Vance roba el cristal de Skye y se lanza en paracaídas del avión junto con Humdinger y los gatitos, excepto Skye. Ryder y los demás cachorros despejan la Calle Principal para que Skye pueda aterrizar el avión averiado.
De vuelta en el Portaviones, Skye le dice a Chase que tener superpoderes era la primera vez en su vida que no se sentía la más pequeña y débil; al haber nacido enana, a menudo la ignoraban, lo que la llevó a huir en medio de una ventisca para unirse a los Paw Patrol. Tomando los cristales de los otros cachorros, Skye intenta recuperar el suyo de los villanos, pero Vance, habiendo adquirido superpoderes propios, captura a Skye y roba el resto de los cristales. Cuando Skye intenta razonar con Vance y advertirle de las consecuencias de usar el Imán de Meteoros para atraer más meteoritos, Vance le revela a Skye que fue intimidada por sus colegas en su antiguo grupo por su obsesión con los meteoritos y la llamó científica loca. Skye se da cuenta de que Vance también se siente ignorada e insignificante como ella, intenta sin éxito simpatizar con ella. Después de enterarse de lo que ha sucedido, el resto de los Paw Patrol y los Junior Patrollers luchan y someten a Humdinger, quien ha usado uno de los cristales de Vance para convertirse en un gigante. Marshall recupera el cristal y Humdinger es arrestado nuevamente.
Los Paw Patrol sigue la señal del cristal hasta el observatorio, donde los Junior Patrollers distraen a Vance para que Zuma pueda rescatar a Skye. Los cachorros se turnan para usar el cristal de Humdinger mientras luchan contra Vance. Durante la batalla, Chase cae por un precipicio, pero Liberty lo rescata, descubriendo en el proceso su superpoder: la elasticidad. Los cachorros recuperan los demás cristales, someten y vuelven a detener a Vance, y destruyen el imán de meteoritos; sin embargo, Vance ya ha atraído más meteoritos, que ahora se dirigen a Ciudad Aventura. Los cachorros le dan sus cristales a Skye, quien vuela por los aires y destruye cada meteorito individualmente. Un meteorito gigante entra en la atmósfera terrestre, y Skye también lo destruye; posteriormente, queda inconsciente, pero los cristales la resucitan. Ella y los Paw Patrol celebran juntos y reanudan la protección de la ciudad.

## Reparto
- Mckenna Grace como Skye: La cachorra más pequeña del grupo, tratara de demostrarles a los cachorros lo importante que es, obteniendo una oportunidad cuando el meteorito cae en la ciudad.[2] Una Cockapoo que sirve como aviadora del equipo gracias a su capacidad de vuelo y su superfuerza. Grace reemplaza a Lilly Bartlam, tanto de la primera película como de la serie.
- Taraji P. Henson como Victoria "Vee" Vance: Una científica loca desquiciada obsesionada con los meteoritos, se aliara con el Alcalde Humdinger para conseguir los superpoderes de los cachorros.[3]
- Marsai Martin como Liberty: Un perro salchicha de pelo largo con gran elasticidad y antiguo perro de compañía. Martin retoma su papel de la primera película.
- Iain Armitage como Chase: Un pastor alemán con el poder de la supervelocidad. Armitage retoma su papel de la primera película.
- Ron Pardo como Alcalde Humdinger: El archienemigo de los Paw Patrol que viene de Fondo Nuboso.
- Ricky Guillart como Cap'n Turbot: Un experto en animales y uno de los visitantes frecuentes de los Paw Patrol.
- Lil Rel Howery como Sam Stringer: un reportero de noticias.
- Kim Kardashian como Delores: Una caniche que trabaja en un refugio de animales.
- Chris Rock como la versión gato de Rubble.
- Serena Williams como Yoga Yvette: una instructora de yoga.
- Alan Kim como Nano: una pomerania.
- Brice Gonzalez como Tot: una pomerania.
- North West como Mini: una pomerania.
- Saint West como Meteor Man
- James Marsden como Hank: Copropietario del Scrapyard.
- Kristen Bell como Janet: Copropietaria del Scrapyard.
- Will Brisbin como Ryder: Un niño de 12 años que lidera los Paw Patrol. Brisbin retoma su papel de la primera película.
- Christian Corrao como Marshall: Un dálmata con el poder de las bolas de fuego. Corrao retoma su papel de la serie y reemplaza a Kingsley Marshall, tanto de la primera película como de la serie.
- Luxton Handspiker como Rubble: Un bulldog inglés ingenioso con el poder de una bola de demolición. Handspiker retoma su papel de Rubble & Crew y reemplaza a Keegan Hedley, tanto de la primera película como de la serie, y a Lucien Duncan-Reid, de la serie.
- Nylan Parthipan como Zuma: Un labrador chocolate con el poder de convertir su cuerpo en agua. Parthipan prestó su voz a Al en la subserie Big Truck Pups y reemplaza a Shayle Simons, tanto de la primera película como de la serie, y a Jordan Mazeral, de la serie.
- Callum Shoniker como Rocky: Un perro mestizo con el poder del magnetismo. Shoniker retoma su papel de la primera película.
- Kim Roberts como Alcaldesa Goodway: la alcadesa de Bahia Aventura.
- Dan Duran como Presentador de radio
- Sugith Varughese como carcelero
- Josh Graham como voz de la computadora
- Neil Crone como Tony
- Monique Alvarez como Carmen: una trabajadora de una tienda de comestibles.
- Stephanie Belding como voz de computadora

## Doblaje
| Personaje         | Actor/Actriz de voz original / | Actor/Actriz de doblaje | Actor/Actriz de doblaje / |
| ----------------- | ------------------------------ | ----------------------- | ------------------------- |
| Skye              | Mckenna Grace                  | María Sánchez           | Valentina Letelier        |
| Chase             | Iain Armitage                  | Miriam Valencia         | Bernandita Espejo         |
| Liberty           | Marsai Martin                  | Tania Ugía              | Nina Rubín                |
| Ryder             | Will Brisbin                   | Mariano García          | René Pinochet             |
| Marshall          | Christian Corrao               | Diana Torres            | Pabla Hermann             |
| Rocky             | Callum Shoniker                | Patricia Rada           | Carolina Highet           |
| Zuma              | Nylan Parthipan                | Marta Almazán           | Betsabé Gutiérrez         |
| Rubble            | Luxton Handspiker              | Blanca Rada             | Consuelo Pizarro          |
| Delores           | Kim Kardashian                 | Mercedes Cepeda         | Cristina Hernández        |
| Tot               | Brice Gonzalez                 | Miquel Rodríguez        | Mateo Mendoza Chirino     |
| Mini              | North West                     | Lucía Balas             | Emilia Hernández          |
| Nano              | Alan Kim                       | Iván Saudinós           | Jorge Rafael              |
| Victoria Vance    | Taraji P. Henson               | Belén Rodríguez         | Itatí Cantoral            |
| Alcalde Humdinger | Ron Pardo                      | Miguel Ángel Pérez      | Marco Antonio Espina      |
| Alcaldesa Goodway | Kim Roberts                    | Blanca Rada             | Maureen Herman            |

## Producción

### Desarrollo
El director de la primera película, Cal Brunker, declaró que estaba interesado de hacer la secuela tras el éxito de ésta, exclamando otras historias que quisieran contar pero que antes verían si al público le atraía la primera y empezar a partir de este punto.

## Recepción
Paw Patrol: The Mighty Movie recibió reseñas generalmente mixtas a positivas de parte de la crítica y de la audiencia. En el sitio web agregador de reseñas Rotten Tomatoes, la película posee una aprobación de 74%, basada en 46 reseñas, con una calificación de 6.0/10 y un consenso crítico que dice "Paw Patrol: The Mighty Movie será disfrutada mejor por su público objetivo juvenil, pero es lo suficientemente dulce, reflexiva y divertida como para entretener a toda la familia". De parte de la audiencia tiene una aprobación de 92%, basada en más de 1000 votos, con una calificación de 4.6/5.
El sitio web Metacritic le dio a la película una puntuación de 49 de 100, basada en 11 reseñas, indicando "reseñas mixtas o promedio". Las audiencias encuestadas por CinemaScore le otorgaron a la película una "A" en una escala de A+ a F, mientras que en el sitio IMDb los usuarios le asignaron una calificación de 6.0/10, sobre la base de más de más de 3700 votos. En la página web FilmAffinity la película tiene una calificación de 5.1/10, basada en 415 votos.

## Secuela
El 26 de septiembre de 2023, Spin Master anunció que se está desarrollando una tercera película. El 28 de febrero de 2024, se anunció que Paw Patrol 3 se estrenará en cines el 31 de julio de 2026. En febrero de 2025, se anunció el título de la película como Paw Patrol: The Dino Movie.